# 7100 Martin Luther
För andra betydelser, se Martin Luther (olika betydelser).
7100 Martin Luther eller 1360 T-2 är en asteroid i huvudbältet som upptäcktes den 29 september 1973 av den nederländsk-amerikanske astronomen Tom Gehrels och det nederländska astronomparet Ingrid van Houten-Groeneveld och Cornelis Johannes van Houten vid Palomarobservatoriet. Den är uppkallad efter den tyske prästen Martin Luther.
Asteroiden har en diameter på ungefär 4 kilometer.